# Pierre-Augustin de Beaumarchais
Pierre-Augustin Caron de Beaumarchais (París, 24 de enero de 1732-ibidem, 18 de mayo de 1799) fue un polímata francés. En diferentes momentos de su vida fue relojero, inventor, dramaturgo, músico, diplomático, espía, editor, horticultor, traficante de armas, satírico, financiero y revolucionario (tanto francés como estadounidense).
Beaumarchais, hijo de un relojero parisino, ascendió en la sociedad francesa y se hizo influyente en la corte de Luis XV como inventor y profesor de música. Hizo una serie de importantes contactos comerciales y sociales, desempeñó diversos papeles como diplomático y espía, y había ganado una fortuna considerable antes de que una serie de costosas batallas en la corte pusieran en peligro su reputación.
Beaumarchais, uno de los primeros partidarios franceses de la independencia estadounidense, presionó al gobierno francés en nombre de los rebeldes estadounidenses durante la Guerra de Independencia estadounidense. Beaumarchais supervisó la ayuda encubierta de los gobiernos francés y español para suministrar armas y asistencia financiera a los rebeldes en los años previos a la entrada formal de Francia en la guerra en 1778. Más tarde luchó por recuperar el dinero que había invertido personalmente en el plan. Beaumarchais también participó en las primeras etapas de la Revolución Francesa de 1789. Sin embargo, quizás sea más conocido por sus obras teatrales, especialmente sus obras de ambiente español El barbero de Sevilla y Las bodas de Fígaro.

## Biografía
Hijo de un relojero, dejó los estudios a los trece años para aprender el oficio de su padre. Fue el inventor, en 1753, del mecanismo de los relojes con un nuevo tipo de escape. En 1756 se casó con Madeleine-Catherine Aubertin, viuda Franquet, diez años mayor que él, y añadió a su nombre el de Beaumarchais, perteneciente a una propiedad de su esposa, que murió un año después.
En 1759 dio clases de arpa a las hijas de Luis XV. Gozando de la protección real que le valió cargos oficiales, se asoció con el financiero de la corte París Duverney, se involucró en las especulaciones comerciales demostrando tal habilidad en estos negocios que, en pocos años, consiguió hacerse con una gran fortuna. Obtuvo el cargo de secretario del rey y enseguida fue nombrado lugarteniente general de caza y empezó a escribir. En esa época fue el protegido del príncipe de Conti.
En 1764 por motivos políticos y económicos se marchó a España, donde escribió Eugénie (1767) y el drama Los dos amigos (1770). De nuevo en París, se casó en 1768 con Geneviéve-Madeleine Wattebled, viuda de Lévêque, guardia general de los Menus-Plaisirs, que murió en 1770, a los 39 años, dejando una importante fortuna.
Los años de 1770 a 1773 fueron desastrosos para Beaumarchais. Acusado de malversación y falsificación, se vio envuelto en un largo y complicado proceso, el caso Goëzman, además de sus pleitos con el conde de la Blache. Se defendió brillantemente en sus cuatro Memorias judiciales (1773-1774) que constituyen una sátira de los abusos del régimen, con las que llegó a renovar el género. Pese a todo, perdió su fortuna, sus amigos y sus derechos cívicos.
En 1774 conoció a Marie-Thérése de Willer-Mawlas con la que se casó más adelante, en 1786. En 1775, estrenó con gran éxito El barbero de Sevilla. 
El 8 de abril de 1775, gracias al consejo de Sartine recibió el encargo del nuevo soberano de impedir, de nuevo, la publicación del panfleto: l’Avis à la branche espagnole sur ses droits à la couronne de France à défaut d’héritiers, escrito por Angelucci. Esta misión, que llevó a Beaumarchais a Inglaterra, Países Bajos, a los Estados alemanes y a Austria, donde fue encarcelado y acusado de espionaje, le sirvió para escribir una aventura picaresca.
Ese mismo año fue enviado a Londres con el fin de recuperar unos documentos secretos que guardaba el chevalier d'Eon. En el mes de junio se vio envuelto en una nueva aventura erigiéndose en defensor de una intervención francesa en la guerra de Independencia de los Estados Unidos. Entabló, entonces, una vehemente correspondencia con el conde de Vergennes defendiendo la causa de los insurgentes de América del Norte. Tenía frecuentes encuentros con Arthur Lee, diputado secreto de los insurgentes. El 10 de junio de 1776, el secretario de Estado de Asuntos exteriores le confió una secreta e importante suma para ayudar a los americanos. La sociedad Rodrigue Hortalez et Cie. de la que fue fundador jugó un papel preponderante en su enriquecimiento, vendió armas y municiones, y envió una flota privada a los insurgentes.
Al mismo tiempo adquirió una gran celebridad en el mundo por sus factums, memorias judiciales llenas de malicia e interés que obtuvieron un gran éxito, así como sus obras teatrales verdaderamente originales y de una audacia inaudita, que se pusieron de moda de inmediato. Editó las obras completas de Voltaire, édition de Kehl, ganando con ello unas sumas considerables.
En 1777 fundó la Sociedad de autores y compositores dramáticos y obtuvo durante la Revolución francesa el reconocimiento de los derechos de autor, derechos automáticos adquiridos al crear una obra y que garantizaban a su autor sus derechos patrimoniales y morales (el reconocimiento de la paternidad de la obra, en concreto).
En marzo de 1786 fue enviado a Londres para negociar la supresión de un libelo dirigido contra Madame du Barry: Mémoires secrets d’une femme publique (Memorias secretas de una mujer pública) de Théveneau de Morande, misión con la cual esperaba obtener, otra vez, los favores de la corte.
En 1789 los revolucionarios lo consideraron sospechoso y lo encarcelaron en la Abadía, aunque pudo escapar del cadalso. En 1790 se sumó a la Revolución francesa y fue nombrado miembro provisional de la Comuna de París. Dejó enseguida los asuntos públicos para volver a dedicarse a las especulaciones armamentísticas, intentando vender armas a las tropas de la República, pero esta vez fracasó en las mismas y se arruinó.
Se exilió a Hamburgo y volvió a Francia en 1796. Escribió sus Memorias, obra maestra del panfleto, y murió en París el 18 de mayo de 1799 de apoplejía. Fue enterrado en el Cementerio del Père-Lachaise (división, 39) en París.

## Obra
- Eugénie, drama en cinco actos y en prosa, Vve Duchesne, París, 1766. Estrenada en 1767 en París por los Comédiens Français.

- Les Deux Amis, o el Négociant de Lyon, drama en cinco actos y en prosa, Vve Duchesne, París, 1770. Estreno en la Comédie-Française el 13 de enero de 1770.

- Tarare, melodrama en cinco actos, P. de Lormel, París, 1787. Estreno el 8 de junio de 1787 en el Teatro de la Ópera. Libreto de Beaumarchais, música de Salieri.

- Trilogie de Figaro, o Le roman de la famille Almaviva, título puesto por Beaumarchais en un prefacio de La Mère coupable, que comporta los siguientes textos:

- El barbero de Sevilla o La precaución inútil, comedia en cuatro actos, Ruault, París, 1775. Estreno en la Comédie-Française el 23 de febrero de 1775. Tuvo gran éxito y numerosos compositores se inspiraron en su texto para componer óperas. La más famosa de todas es Il barbiere di Siviglia de Rossini (1816).

- Las bodas de Fígaro, comedia en cinco actos y en prosa, Ruault, París, 1784. Estreno en la Comédie-Française el 27 de abril de 1784. Mozart compuso su ópera Le nozze di Figaro basándose en esta obra (1786), también Marcos Portgual (1799).

- El otro Tartufo o La madre culpable, drama moral en cinco actos, Silvestre, París, año II (sic). Estreno el 6 de junio de 1792. Milhaud compuso su ópera La mère coupable basándose en esta obra (1966).

### Ópera
Sus tres obras más conocidas fueron convertidas en ópera por Paisiello, Mozart, Rossini y Milhaud:
- El barbero de Sevilla, Il barbiere di Siviglia, ovvero la precauzione inutile, San Petersburgo, Corte imperial, 26 de septiembre de 1782, por Paisiello. Con un libreto de Giuseppe Petrosellini, según Le Barbier de Séville.

- Las bodas de Fígaro, Le nozze di Figaro, Viena, Burgtheater, 1 de mayo de 1786, por Mozart. Con un libreto de Lorenzo da Ponte, según Le Mariage de Figaro.

- El barbero de Sevilla, Il barbiere di Siviglia, Roma, Teatro Argentina, 20 de febrero de 1816, por Rossini. Con un libreto de Cesare Sterbini, según Le Barbier de Séville. Esta ópera tenía, como título original, el de Almaviva.

- La madre culpable, La mère coupable, Ginebra, Gran teatro, 13 de junio de 1966, por Milhaud. Con un libreto de Madeleine Milhaud, según La madre culpable.

## Adaptaciones cinematográficas
Las obras de Beaumarchais: Las bodas de Fígaro y El barbero de Sevilla han sido adaptadas, en numerosas ocasiones, al cine y en diferentes idiomas, así como para la televisión. Él mismo ha sido representado en las películas siguientes:
- Beaumarchais o 60.000 fusiles de Marcel Bluwal. Telefilm, 1966, Francia. Bernard Noel en el papel de Beaumarchais.

- Beaumarchais el insolente, de Édouard Molinaro – 1996, Francia, 100 minutos, color. Guion de Sacha Gutry. Fabrice Luchini en el papel de Beaumarchais.